# Лихатов, Анатолий Александрович
Анатолий Александрович Лихатов — советский и российский музыкант, педагог. Гитарист-семиструнник. Автор сборников и переложений для семиструнной гитары.

## Биография
Анатолий Александрович Лихатов родился 19 декабря 1931 года в Ленинграде. Его отец Александр Фёдорович Лихатов участвовал в Советско-Финляндской войне и погиб в 1939 году. Во время Великой Отечественной войны Анатолий Александрович остался в Ленинграде вместе с мамой и сестрой Аллой на весь период блокады. Он пошёл в школу юнг и в дальнейшем участвовал в разминировании Финского залива в составе команды на катерах типа КМ до тех пор, пока не достиг призывного возраста. В 1949 году был призван на флот. Служил 5 лет — до 1954 года. После службы работал токарем на закрытом предприятии Ленинграда и там же — фотографом. Одновременно с этим поступил в музыкальную школу по классу гитары. Учился у педагога-гитариста Петра Ивановича Исакова. По окончании школы работал в концертах от Петербургской филармонии, Ленконцерта. В 1961 году был приглашён в Пушкинский театр (ныне Александринский театр) в качестве концертмейстера, где и проработал почти до конца своей жизни. Занимался обширной педагогической деятельностью. Скончался 30 декабря 2001 года. Похоронен в Санкт-Петербурге на Большеохтинском кладбище.

## Личная жизнь
Первый брак с Аллой Ивановной Лихатовой (в девичестве — Ратихиной). В браке родились две дочери: Светлана (род. 17 июля 1961) и Инна (род. 26 августа 1970).
Второй брак с Людмилой Михайловной Лихатовой. Детей в этом браке не было.